# Liste alter chinesischer Keramikbrennöfen
Dies ist eine Liste alter chinesischer Keramik- bzw. Porzellanbrennöfen. Durch ein Sternchen (★) gekennzeichnete Brennöfen (chinesisch 窯 / 窑, Pinyin yáo, englisch kiln) stehen auf der Liste der Denkmäler der Volksrepublik China.

## Tabellarische Übersicht
| Name des Brennofens (Pinyin)                   | Provinz                   | Zeit                                                                             | sonstiges (Denkmal) |
| ---------------------------------------------- | ------------------------- | -------------------------------------------------------------------------------- | ------------------- |
| Fanchang-Brennofen                             | Anhui                     | Song-Dynastie                                                                    | ★                   |
| Huainan-Brennofen                              | Anhui                     | Sui-Dynastie                                                                     |                     |
| Qiuzhou-Brennofen                              | Anhui                     | Song-Dynastie                                                                    |                     |
| Shouzhou-Brennofen                             | Anhui                     | Tang-Dynastie                                                                    | ★                   |
| Suzhou-Brennofen                               | Anhui                     | Song-Dynastie                                                                    |                     |
| Xiao-Brennofen                                 | Anhui                     | Tang-Dynastie                                                                    |                     |
| Longquanwu-Brennofen                           | Peking                    | Kitan-Dynastie, Dschurdschen-Dynastie                                            |                     |
| Anxi-Brennofen                                 | Fujian                    | Song-Dynastie, Mongolen-Dynastie                                                 |                     |
| Chong'an-Brennofen                             | Fujian                    | Song-Dynastie                                                                    |                     |
| Cizao-Brennofen                                | Fujian (Jinjiang)         |                                                                                  | ★                   |
| Dehua-Brennofen                                | Fujian                    | Song-Dynastie, berühmt seit der Ming-Dynastie                                    | ★                   |
| Fuqing-Brennofen                               | Fujian                    | Song-Dynastie                                                                    |                     |
| Guangze-Brennofen                              | Fujian                    | Song-Dynastie                                                                    |                     |
| Jian-Brennofen                                 | Fujian (Jianyang)         | Song-Dynastie                                                                    | ★                   |
| Liangjiang-Brennofen                           | Fujian                    | Song-Dynastie, Mongolen-Dynastie                                                 |                     |
| Mingqing-Brennofen                             | Fujian                    | Song-Dynastie, Mongolen-Dynastie                                                 |                     |
| Nan'an-Brennofen                               | Fujian                    | Song-Dynastie                                                                    |                     |
| Nansheng-Brennofen                             | Fujian (Kreis Pinghe)     |                                                                                  | ★                   |
| Pucheng-Brennofen                              | Fujian                    | Südliche Song-Dynastie, Mongolen-Dynastie                                        |                     |
| Putian-Brennofen                               | Fujian                    | Song-Dynastie, Mongolen-Dynastie                                                 |                     |
| Quanzhou-Brennofen                             | Fujian                    | Song-Dynastie, Mongolen-Dynastie                                                 |                     |
| Tong'an-Brennofen                              | Fujian                    | Tang-Dynastie                                                                    |                     |
| Xianyou-Brennofen                              | Fujian                    | Song-Dynastie                                                                    |                     |
| Ankou-Brennofen                                | Gansu                     | Tang-Dynastie, Song-Dynastie, Mongolen-Dynastie                                  |                     |
| Huating-Brennofen                              | Gansu                     |                                                                                  |                     |
| Lanzhou-Brennofen                              | Gansu                     |                                                                                  |                     |
| Chao'an-Brennofen                              | Guangdong                 |                                                                                  |                     |
| Chaozhou-Brennofen                             | Guangdong (Chaozhou)      |                                                                                  | ★                   |
| Guang-Brennofen                                | Guangdong                 |                                                                                  |                     |
| Huiyang-Brennofen                              | Guangdong                 |                                                                                  |                     |
| Shiwan-Brennofen                               | Guangdong                 | Ming-Dynastie                                                                    |                     |
| Xicun-Brennofen                                | Guangdong                 |                                                                                  |                     |
| Rongxian-Brennofen                             | Guangxi                   |                                                                                  |                     |
| Tengxian-Brennofen                             | Guangxi                   |                                                                                  |                     |
| Yanguan-Brennofen (Xing'an-Brennofen)          | Guangxi                   |                                                                                  |                     |
| Yongfu-Brennofen                               | Guangxi                   |                                                                                  |                     |
| Cizhou-Brennofen (Cixian-Brennofen)            | Hebei (Handan)            | Song-Dynastie                                                                    | ★                   |
| Ding-Brennofen                                 | Hebei (Kreis Quyang)      | Song-Dynastie                                                                    | ★                   |
| Jiabicun-Brennofen                             | Hebei                     |                                                                                  |                     |
| Jingxing-Brennofen                             | Hebei (Kreis Jingxing)    | Tang-Dynastie                                                                    | ★                   |
| Quyang-Brennofen                               | Hebei                     |                                                                                  |                     |
| Xing-Brennofen                                 | Hebei (Kreis Neiqiu)      |                                                                                  | ★                   |
| Anyang-Brennofen                               | Henan                     |                                                                                  |                     |
| Bacun-Brennofen                                | Henan (Yuzhou)            |                                                                                  | ★                   |
| Baofeng-Brennofen                              | Henan                     |                                                                                  |                     |
| Bianjing Guan-Brennofen                        | Henan                     |                                                                                  |                     |
| Chai-Brennofen                                 | Henan                     | Späte Zhou-Dynastie                                                              |                     |
| Dangyangyu-Brennofen (Xiuwu-Brennofen)         | Henan, (Kreis Xiuwu)      |                                                                                  | ★                   |
| Pengcun-Brennofen (Quhe-Brennofen)             | Henan                     |                                                                                  |                     |
| Deng-Brennofen (Neixiang-Brennofen)            | Henan                     |                                                                                  |                     |
| Dong-Brennofen                                 | Henan                     |                                                                                  |                     |
| Duandian-Brennofen                             | Henan (Kreis Lushan)      |                                                                                  | ★                   |
| Gongyi-Brennofen                               | Henan (Gongyi)            |                                                                                  | ★                   |
| Hebi-Brennofen                                 | Henan                     | Song-Dynastie, Mongolen-Dynastie                                                 |                     |
| Huangye-Brennofen (Gongxian-Brennofen)         | Henan                     |                                                                                  | ★                   |
| Jiaxian-Brennofen                              | Henan                     |                                                                                  |                     |
| Jun-Brennofen                                  | Henan                     | Song-Dynastie                                                                    | ★                   |
| Linru-Brennofen                                | Henan                     |                                                                                  |                     |
| Lushan-Brennofen (Duandian-Brennofen)          | Henan                     |                                                                                  |                     |
| Qingliangsi-Ruguan-Brennofen                   | Henan (Kreis Baofeng)     |                                                                                  | ★                   |
| Ru-Brennofen                                   | Henan                     | Song-Dynastie                                                                    | ★                   |
| Xin'an-Brennofen                               | Henan                     |                                                                                  |                     |
| Yaoxian-Brennofen (Xiguan-Brennofen)           | Henan                     |                                                                                  |                     |
| Yiyang-Brennofen                               | Henan                     |                                                                                  |                     |
| Yuxian Jun-Brennofen                           | Henan (Yuzhou)            | Song-Dynastie                                                                    | ★                   |
| Zhanggongxiang-Brennofen                       | Henan, Ruzhou             |                                                                                  | ★                   |
| Husi-Brennofen                                 | Hubei                     |                                                                                  | ★                   |
| Changsha-Brennofen (Tongguan-Brennofen)        | Hunan (Kreis Wangcheng)   |                                                                                  | ★                   |
| Xiangyang-Brennofen                            | Hunan                     |                                                                                  |                     |
| Yuezhou-Brennofen (Xiangyin-Brennofen)         | Hunan                     |                                                                                  |                     |
| Gangwa-Brennofen (Chifeng-Brennofen)           | Innere Mongolei (Chifeng) |                                                                                  | ★                   |
| Junshan-Brennofen                              | Jiangsu                   |                                                                                  |                     |
| Yixing-Brennofen                               | Jiangsu                   | Jin-Dynastie, Tang-Dynastie                                                      |                     |
| Baihu-Brennofen                                | Jiangxi                   |                                                                                  |                     |
| Baishe-Brennofen                               | Jiangxi                   |                                                                                  |                     |
| Cuigong-Brennofen                              | Jiangxi                   |                                                                                  |                     |
| Hongzhou-Brennofen (Fengcheng-Brennofen)       | Jiangxi                   |                                                                                  | ★                   |
| Hugong-Brennofen                               | Jiangxi                   |                                                                                  |                     |
| Hutian-Brennofen                               | Jiangxi                   |                                                                                  | ★                   |
| Huo-Brennofen                                  | Jiangxi                   |                                                                                  |                     |
| Jizhou-Brennofen (Yonghe-Brennofen)            | Jiangxi                   | Song-Dynastie                                                                    | ★                   |
| Jingdezhen-Brennofen                           | Jiangxi                   | Beginn in der Chen-Dynastie (Südliche Dynastien), berühmt seit der Ming-Dynastie |                     |
| Lang-Brennofen                                 | Jiangxi                   |                                                                                  |                     |
| Leping-Brennofen                               | Jiangxi                   |                                                                                  |                     |
| Baishe-Brennofen (Nanfeng-Brennofen)           | Jiangxi                   |                                                                                  |                     |
| Nian-Brennofen                                 | Jiangxi                   |                                                                                  |                     |
| Qilizhen-Brennofen                             | Jiangxi                   |                                                                                  |                     |
| Shufu-Brennofen                                | Jiangxi                   |                                                                                  |                     |
| Tang-Brennofen                                 | Jiangxi                   |                                                                                  |                     |
| Tao-Brennofen                                  | Jiangxi                   |                                                                                  |                     |
| Xiong-Brennofen                                | Jiangxi                   |                                                                                  |                     |
| Yutu-Brennofen                                 | Jiangxi                   |                                                                                  |                     |
| Yu-Porzellanfabrik                             | Jiangxi                   |                                                                                  |                     |
| Zang-Brennofen                                 | Jiangxi                   |                                                                                  |                     |
| Zhou-Brennofen                                 | Jiangxi                   |                                                                                  |                     |
| Yangmeiting-Brennofen (Shengmeiting-Brennofen) | Jiangxi                   |                                                                                  |                     |
| Zhen-Brennofen                                 | Jiangxi                   |                                                                                  |                     |
| Gangwa-Brennofen (Chifeng-Brennofen)           | Innere Mongolei           |                                                                                  | ★                   |
| Brennofen der Hauptstadt der Liao              | Innere Mongolei           |                                                                                  |                     |
| Lindong-Brennofen                              | Innere Mongolei           |                                                                                  |                     |
| Lingwu-Brennofen                               | Ningxia (Lingwu)          | Xixia-Dynastie (Tanguten)                                                        | ★                   |
| Chenlu-Brennofen                               | Tongchuan                 | Jin-Dynastie (Jurchen)                                                           | ★                   |
| Xunyi-Brennofen                                | Shaanxi                   |                                                                                  |                     |
| Yaozhou-Brennofen                              | Shaanxi, (Tongchuan)      | Song-Dynastie                                                                    | ★                   |
| Zhaili-Brennofen                               | Shandong (Zibo)           |                                                                                  | ★                   |
| Zhongchenhao-Brennofen                         | Shandong (Zaozhuang)      |                                                                                  | ★                   |
| Changzhi-Brennofen                             | Shanxi                    |                                                                                  |                     |
| Datong-Brennofen                               | Shanxi                    |                                                                                  |                     |
| Hongshan-Brennofen                             | Shanxi (Jiexiu)           |                                                                                  | ★                   |
| Huairen-Brennofen                              | Shanxi                    |                                                                                  |                     |
| Huozhou-Brennofen                              | Shanxi (Huozhou)          | Mongolen-Dynastie                                                                | ★                   |
| Huoxian-Brennofen                              | Shanxi                    |                                                                                  |                     |
| Huyuan-Brennofen                               | Shanxi                    |                                                                                  |                     |
| Jiaocheng-Brennofen                            | Shanxi                    |                                                                                  |                     |
| Peng-Brennofen                                 | Shanxi                    |                                                                                  |                     |
| Pingding-Brennofen                             | Shanxi                    |                                                                                  |                     |
| Puzhou-Brennofen                               | Shanxi                    |                                                                                  |                     |
| Yangcheng-Brennofen                            | Shanxi                    |                                                                                  |                     |
| Yuxian-Brennofen                               | Shanxi                    |                                                                                  |                     |
| Yuci-Brennofen                                 | Shanxi                    |                                                                                  |                     |
| Dayi-Brennofen                                 | Sichuan                   |                                                                                  |                     |
| Guangyuan-Brennofen                            | Sichuan                   |                                                                                  |                     |
| Liulichang-Brennofen (Huayang-Brennofen)       | Sichuan                   |                                                                                  |                     |
| Pengxian-Brennofen                             | Sichuan                   |                                                                                  |                     |
| Qingyanggong-Brennofen (Chengdu-Brennofen)     | Sichuan                   |                                                                                  |                     |
| Qiong-Brennofen                                | Sichuan                   | Sui-Dynastie, Tang-Dynastie                                                      | ★                   |
| Jianshui-Brennofen                             | Yunnan, Jianshui          |                                                                                  |                     |
| Lufeng-Brennofen                               | Yunnan, Lufeng            |                                                                                  | Yunnan              |
| Bailongjing-Brennofen                          | Yunnan                    |                                                                                  |                     |
| Dali shi Jingtianshan-Brennofen                | Yunnan                    |                                                                                  |                     |
| Yimen xian Shangpubei-Brennofen                | Yunnan                    |                                                                                  |                     |
| Yuxi-Brennofen                                 | Yunnan, Yuxi              |                                                                                  |                     |
| Cixi-Brennofen                                 | Zhejiang                  |                                                                                  |                     |
| Deqing-Brennofen (De-Brennofen)                | Zhejiang                  |                                                                                  |                     |
| Dongyang-Brennofen                             | Zhejiang                  |                                                                                  |                     |
| Fusheng-Brennofen                              | Zhejiang, Shaoxing        | Zeit der Streitenden Reiche                                                      | ★                   |
| Ge-Brennofen                                   | Zhejiang                  | Song-Dynastie                                                                    |                     |
| Huangyan-Brennofen                             | Zhejiang                  |                                                                                  |                     |
| Jiangshan-Brennofen                            | Zhejiang                  |                                                                                  |                     |
| Jiaotanxia-Brennofen                           | Zhejiang (Hangzhou)       |                                                                                  | ★                   |
| Laohudong-Brennofen                            | Zhejiang (Hangzhou)       |                                                                                  | ★                   |
| Linhai-Brennofen                               | Zhejiang                  |                                                                                  |                     |
| Lishui-Brennofen                               | Zhejiang                  |                                                                                  |                     |
| Longquan-Brennofen (Di-Brennofen)              | Zhejiang                  | Song-Dynastie                                                                    | ★                   |
| Maowanli-Brennofen                             | Zhejiang (Hangzhou)       |                                                                                  | ★                   |
| Ningbo-Brennofen                               | Zhejiang                  |                                                                                  |                     |
| Ou-Brennofen                                   | Zhejiang                  |                                                                                  |                     |
| Shangyu-Brennofen                              | Zhejiang                  |                                                                                  |                     |
| Shaoxing-Brennofen                             | Zhejiang                  |                                                                                  |                     |
| Taishun-Brennofen                              | Zhejiang                  |                                                                                  |                     |
| Tiedian-Brennofen                              | Zhejiang (Jinhua)         |                                                                                  | ★                   |
| Wenzhou-Brennofen                              | Zhejiang                  |                                                                                  |                     |
| Wuxing-Brennofen                               | Zhejiang                  |                                                                                  |                     |
| Wuyi-Brennofen                                 | Zhejiang                  |                                                                                  |                     |
| Wuzhou-Brennofen                               | Zhejiang                  |                                                                                  |                     |
| Xishan-Brennofen                               | Zhejiang                  |                                                                                  |                     |
| Xiangshan-Brennofen                            | Zhejiang                  |                                                                                  |                     |
| Xiaoshan-Brennofen                             | Zhejiang                  |                                                                                  |                     |
| Xiaoxiantan-Brennofen                          | Zhejiang, Shangyu         | Östliche Han-Dynastie                                                            | ★                   |
| Xiuneisiguan-Brennofen                         | Zhejiang                  |                                                                                  |                     |
| Yinxian-Brennofen                              | Zhejiang                  |                                                                                  |                     |
| Yue-Brennofen                                  | Zhejiang                  | Tang-Dynastie                                                                    | ★                   |
| Yuhang-Brennofen                               | Zhejiang                  |                                                                                  |                     |